# Улица Плеханова (Минск)
Улица Плеханова располагается в Заводском и Ленинском районах Минска. Общая длина 3,1 км. Пересекается с улицами Народная, Корицкого, Тухачевского, Васнецова, Горовца, проспектом Рокоссовского и Якубова.

## История
В 1956 году улица названа в честь Георгия Валетиновича Плеханова, теоретика марксизма-ленинизма и видного деятеля социалистического движения, который был в Минске в 1879—1880 годах. До начала 1950-х годов на месте улицы были поля, пустыри и дорога к деревне Будилово.

## Описание
Улица начинается от одного из главных проспектов города Партизанского проспекта и заканчивается в микрорайоне Серебрянка.
По улице обеспечено трамвайное движение маршрутов 3, 6, 7, 9, а также троллейбусов № 35, № 36, № 56 и автобусов № 9, № 9д, и № 127.

## Объекты

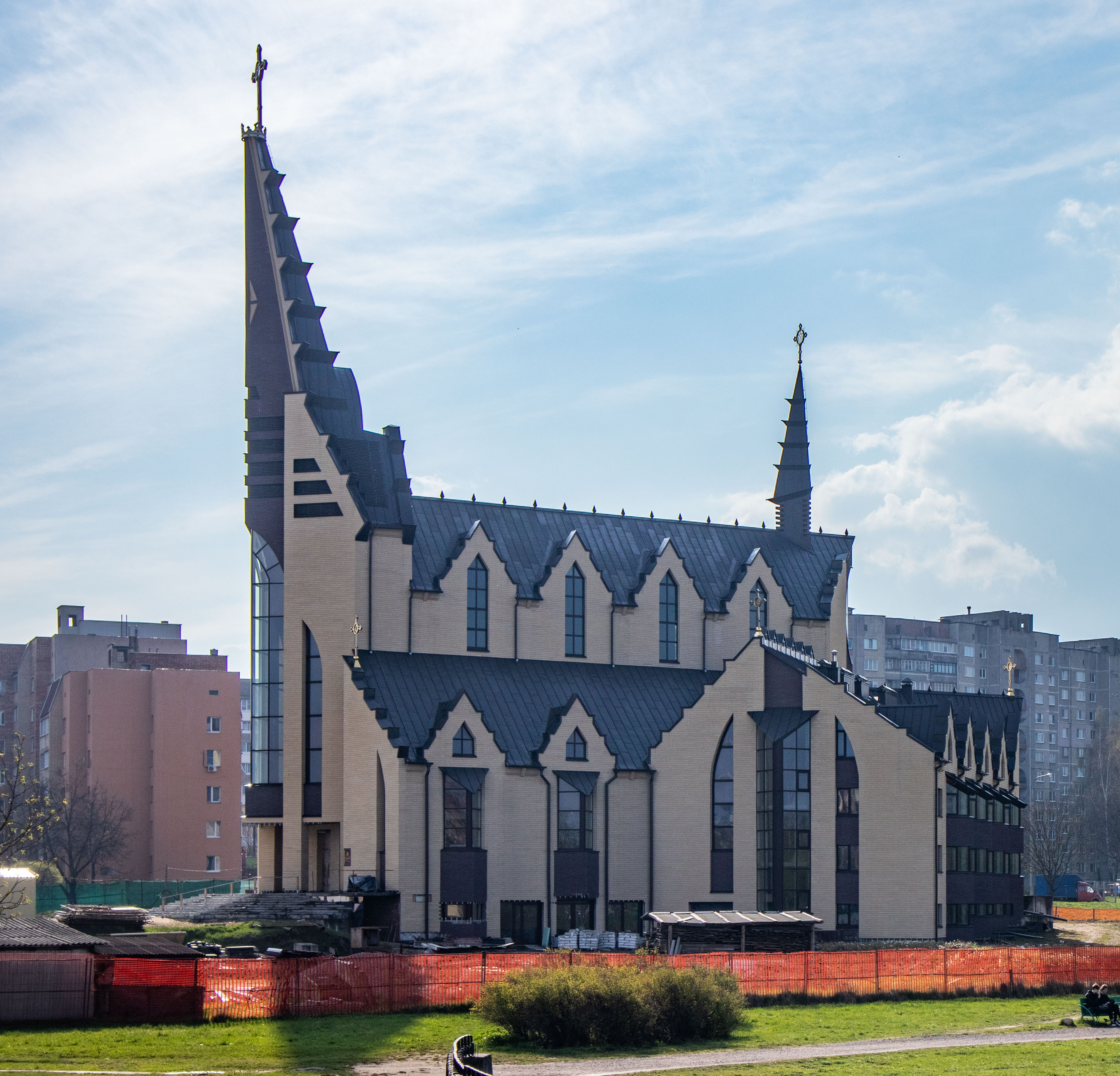
Костёл Иоанна Боско

- Отдел Записей Актов Гражданского состояния (ЗАГС) Ленинского района Минска. Плеханова 42.
- Мини рынок «Серебрянка». Основан в 1995 году.
- Костёл Иоанна Боско